# Delaware Canal State Park
Delaware Canal State Park ist ein State Park in Pennsylvania, im Bucks County und Northampton County. Er ist circa 336 ha groß (97 km lang) und zieht sich am Delaware River entlang und erstreckt sich von Bristol nach Easton in Pennsylvania. Im frühen 18. Jahrhundert wurden auf beiden Seiten des Delawares Kanäle angelegt, um die Kohle aus dem Norden von Pennsylvania in die großen Städte zu transportieren.

## Geschichte
Im 18. Jahrhundert wuchs die Bevölkerung in heutigen Osten der USA sehr stark an. Schlechte Straßen und mangelnde Infrastruktur waren der Anlass, in Kanäle zu investieren, um Waren vom Hinterland in die wachsenden Städte wie Philadelphia und New York City zu transportieren. Begeistert von der Umsetzung des New-York-State-Erie-Kanals, gab der Commonwealth of Pennsylvania den Kanalbau in Auftrag. Um ihn voranzutreiben, wurden hauptsächlich irische Einwanderer angeworben. Am 27. Oktober 1827 erfolgte der erste Spatenstich in Bristol. Am 23. Juli 1832 wurde das Kanalstück von Bristol nach Easton fertiggestellt. Bis zum Ausbruch des Bürgerkrieges wurden am Tag bis zu 3000 von Maultieren gezogene Boote gezählt. Sie transportierten hauptsächlich Kohle, Früchte, Holz, Baumaterial oder Dünger. Als die Eisenbahnen immer effizienter wurden, ging der Verkehr auf dem Kanal stark zurück. Das letzte Boot, welches die komplette Strecke durchfuhr, stellte seinen Verkehr am 17. Oktober 1931 ein. Es hatte keine Ware mehr an Bord. Im August 1955 kam es als Folge von Hurrikan Connie and Diane zu großen Überschwemmungen im heutigen State Park. Ab 1989 wurde die Bedeutung des Kanales für den wirtschaftlichen Aufbau Amerikas erkannt und man begann sich intensiv um die Erhaltung zu kümmern.

## Bilder

Aquaedukt bei Point Pleasant, Pa
Schleusenanlage bei Point Pleasent, Pa
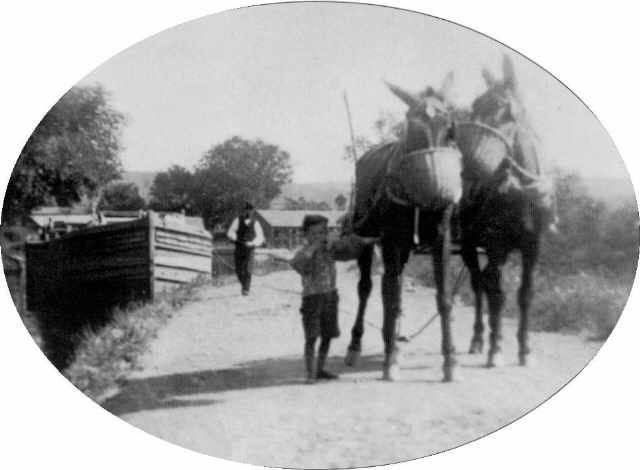
Maultiere ziehen Boote